# Breitenbach-Haut-Rhin
Pour les articles homonymes, voir Breitenbach.
Breitenbach-Haut-Rhin est une commune française située en Alsace, dans la circonscription administrative du Haut-Rhin et, depuis le 1er janvier 2021, dans le territoire de la Collectivité européenne d'Alsace, en région Grand Est.
Ses habitants sont appelés les Breitenbachois et les Breitenbachoises.
Il existe un village portant le même nom Breitenbach dans le Bas-Rhin, ce qui explique le nom officiel de Breitenbach-Haut-Rhin.

## Géographie

### Localisation
C'est une des 188 communes du parc naturel régional des Ballons des Vosges.
| Muhlbach-sur-Munster | Stosswihr             |                         |
| Metzeral             | Breitenbach-Haut-Rhin | Luttenbach-près-Munster |
| Sondernach           |                       |                         |

### Hydrographie
La commune est dans le bassin versant du Rhin au sein du bassin Rhin-Meuse. Elle est drainée par la Fecht et le ruisseau Breiten,,.
La Fecht, d'une longueur de 49 km, prend sa source dans la commune de Metzeral et se jette  dans l'Ill à Illhaeusern, après avoir traversé 19 communes. Les caractéristiques hydrologiques de la Fecht sont données par la station hydrologique située sur la commune de Muhlbach-sur-Munster. Le débit moyen mensuel est de 2,79 m3/s. Le débit moyen journalier maximum est de 50,9 m3/s, atteint lors de la crue du 14 novembre 2023. Le débit instantané maximal est quant à lui de 72 m3/s, atteint le 4 janvier 2018.

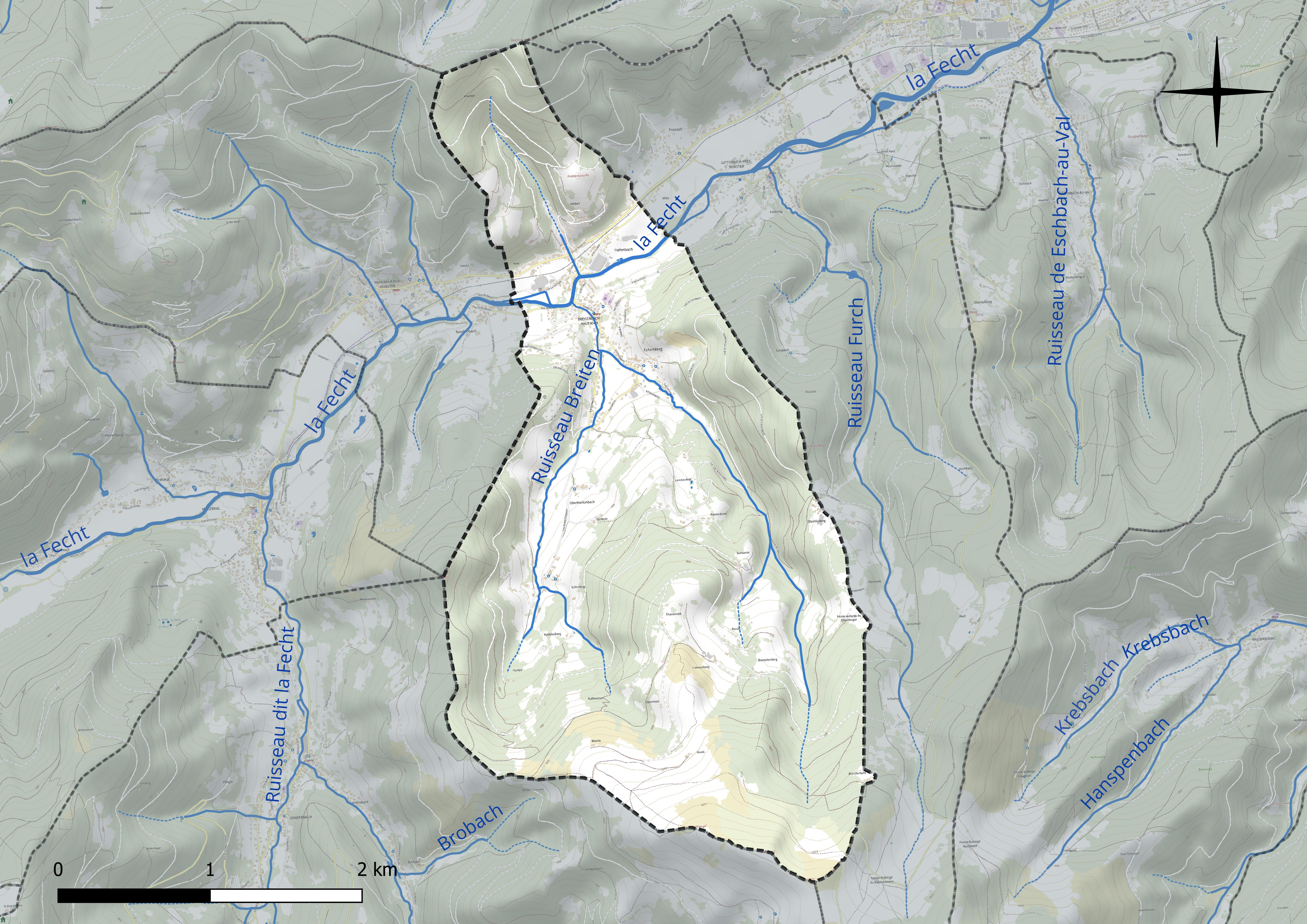
Réseau hydrographique de Breitenbach-Haut-Rhin.

### Climat
Pour des articles plus généraux, voir Climat du Grand Est et Climat du Haut-Rhin.
En 2010, le climat de la commune est de type climat de montagne, selon une étude du Centre national de la recherche scientifique s'appuyant sur une série de données couvrant la période 1971-2000. En 2020, Météo-France publie une typologie des climats de la France métropolitaine dans laquelle la commune est exposée à un climat semi-continental et est dans la région climatique  Vosges, caractérisée par une pluviométrie très élevée (1 500 à 2 000 mm/an) en toutes saisons et un hiver rude (moins de 1 °C). 
Pour la période 1971-2000, la température annuelle moyenne est de 9,5 °C, avec une amplitude thermique annuelle de 16,9 °C. Le cumul annuel moyen de précipitations est de 1 320 mm, avec 12,4 jours de précipitations en janvier et 10,6 jours en juillet. Pour la période 1991-2020, la température moyenne annuelle observée sur la station météorologique de Météo-France la plus proche, « Munster_sapc », sur la commune de Munster à 3 km à vol d'oiseau, est de 10,4 °C et le cumul annuel moyen de précipitations est de 1 053,5 mm. 
La température maximale relevée sur cette station est de 38,3 °C, atteinte le 5 juillet 2015 ; la température minimale est de −19 °C, atteinte le 20 décembre 2009,,. 
Les paramètres climatiques de la commune ont été estimés pour le milieu du siècle (2041-2070) selon différents scénarios d'émission de gaz à effet de serre à partir des nouvelles projections climatiques de référence DRIAS-2020. Ils sont consultables sur un site dédié publié par Météo-France en novembre 2022.

## Urbanisme

### Typologie
Au 1er janvier 2024, Breitenbach-Haut-Rhin est catégorisée bourg rural, selon la nouvelle grille communale de densité à sept niveaux définie par l'Insee en 2022.
Elle appartient à l'unité urbaine de Munster, une agglomération intra-départementale regroupant dix  communes, dont elle est une commune de la banlieue,,. Par ailleurs la commune fait partie de l'aire d'attraction de Colmar, dont elle est une commune de la couronne,. Cette aire, qui regroupe 95 communes, est catégorisée dans les aires de 50 000 à moins de 200 000 habitants,.

### Occupation des sols
L'occupation des sols de la commune, telle qu'elle ressort de la base de données européenne d’occupation biophysique des sols Corine Land Cover (CLC), est marquée par l'importance des forêts et milieux semi-naturels (67,7 % en 2018), en augmentation par rapport à 1990 (66,3 %). La répartition détaillée en 2018 est la suivante : 
forêts (54,5 %), prairies (22,9 %), milieux à végétation arbustive et/ou herbacée (13,2 %), zones urbanisées (5 %), zones agricoles hétérogènes (3,7 %), terres arables (0,7 %). L'évolution de l’occupation des sols de la commune et de ses infrastructures peut être observée sur les différentes représentations cartographiques du territoire : la carte de Cassini (XVIIIe siècle), la carte d'état-major (1820-1866) et les cartes ou photos aériennes de l'IGN pour la période actuelle (1950 à aujourd'hui).

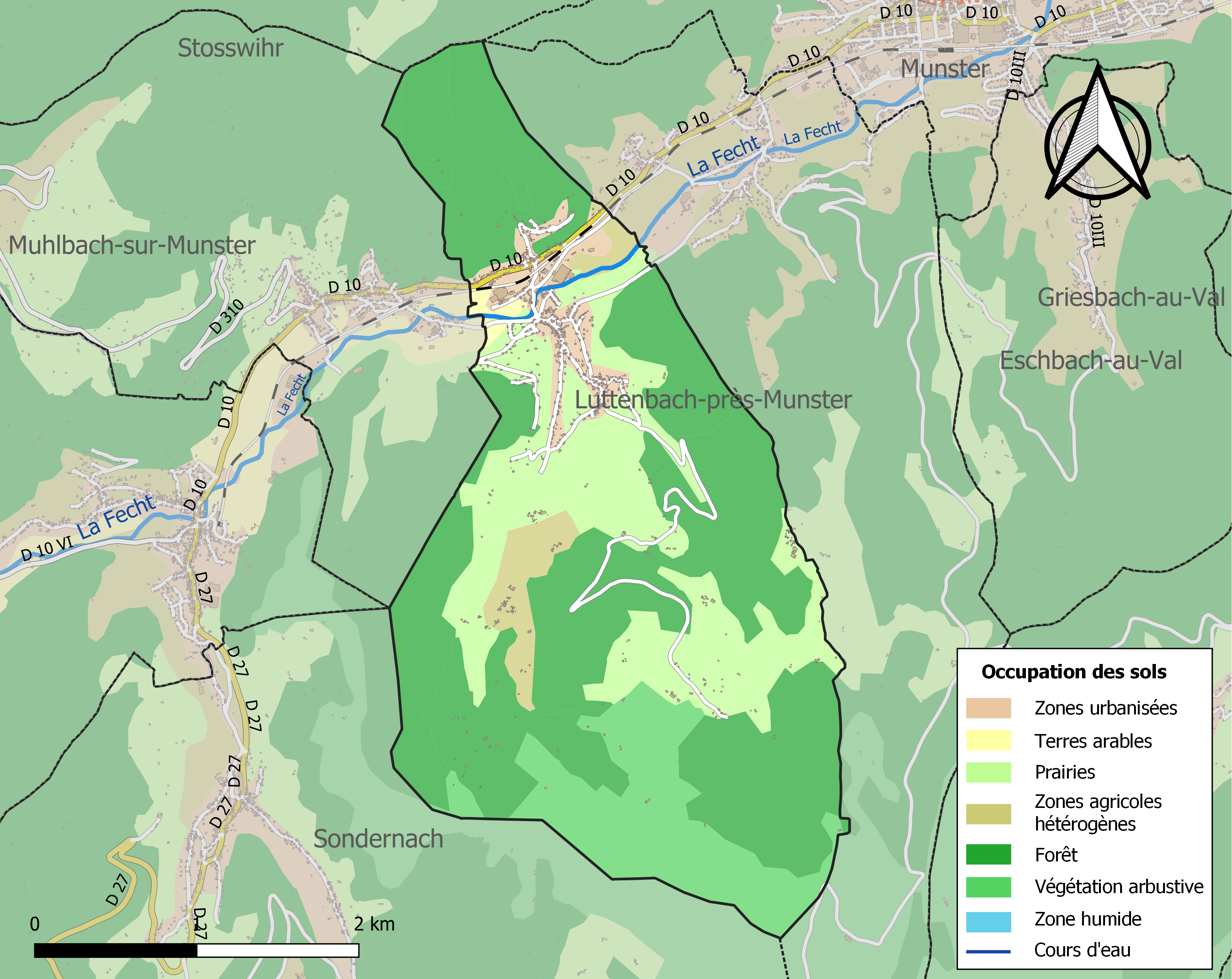
Carte des infrastructures et de l'occupation des sols de la commune en 2018 (CLC).

### Lieux-dits, hameaux et écarts
- Tiefenbach
- Eckersberg
- Oberbreitenbach
- Stemlisberg.

## Toponymie
De « Breit » (large) et « Bach » (rivière).

## Histoire
L'origine du village remonte au XIIIe siècle. Il a fait partie de la communauté de la vallée de Munster (abbaye de Munster) jusqu'à la Révolution française et s'est développé au XIXe siècle grâce à l'industrialisation.
La commune a été décorée le 30 janvier 1923 de la croix de guerre 1914-1918,.

## Politique et administration

### Découpage territorial
La commune de Breitenbach-Haut-Rhin est membre de la communauté de communes de la Vallée de Munster, un établissement public de coopération intercommunale (EPCI) à fiscalité propre créé le 30 mai 1996 dont le siège est à Munster. Ce dernier est par ailleurs membre d'autres groupements intercommunaux.
Sur le plan administratif, elle est rattachée à l'arrondissement de Colmar-Ribeauvillé, à la circonscription administrative de l'État du Haut-Rhin, en tant que circonscription administrative de l'État, et à la région Grand Est. 
Sur le plan électoral, elle dépendait jusqu'en 2020 du  canton de Wintzenheim pour l'élection des conseillers départementaux au sein du conseil départemental du Haut-Rhin. Depuis le 1er janvier 2021, elle dépend du même canton pour l'élection des conseillers d'Alsace au sein de la collectivité européenne d'Alsace.

### Élection municipales et communautaires

#### Élections de 2020
Le conseil municipal de Breitenbach, commune de moins de 1 000 habitants, est élu au scrutin majoritaire plurinominal à deux tours avec listes ouvertes et panachage. Compte tenu de la population communale, le nombre de sièges à pourvoir lors des élections municipales de 2020 est de quinze. Le premier tour se déroule le 15 mars 2020, avec un taux de participation de 39.04 % et débouche sur l’élection directe du conseil municipal parmi les quinze candidats. Il n’y a par conséquent pas de deuxième tour,.
Le maire est élu par le conseil municipal au scrutin secret lors de la première réunion du conseil suivant les élections municipales, pour un mandat de six ans, c'est-à-dire pour la durée du mandat du conseil. Monique Hans est ainsi élue maire le 26 mai 2020 avec quatorze voix pour et un bulletin blanc.
Dans les communes de moins de 1 000 habitants, les conseillers communautaires sont désignés parmi les conseillers municipaux élus en suivant l’ordre du tableau (maire, adjoints puis conseillers municipaux) et dans la limite du nombre de sièges attribués à la commune au sein du conseil communautaire. Breitenbach dispose ainsi de deux sièges au conseil communautaire de la communauté de communes de la Vallée de Munster, l’un occupé par la maire, qui siège également au bureau, l’autre par son premier adjoint.

#### Chronologie des maires
| Période   | Période                  | Identité     | Étiquette | Qualité                                                    |
| --------- | ------------------------ | ------------ | --------- | ---------------------------------------------------------- |
| mars 1995 | mai 2020                 | Pierre Gsell | DVD       | Agent ONF retraité, ancien conseiller général du Haut-Rhin |
| mai 2020  | En cours (au 10/11/2024) | Monique Hans |           | Ancienne cadre                                             |

### Finances communales

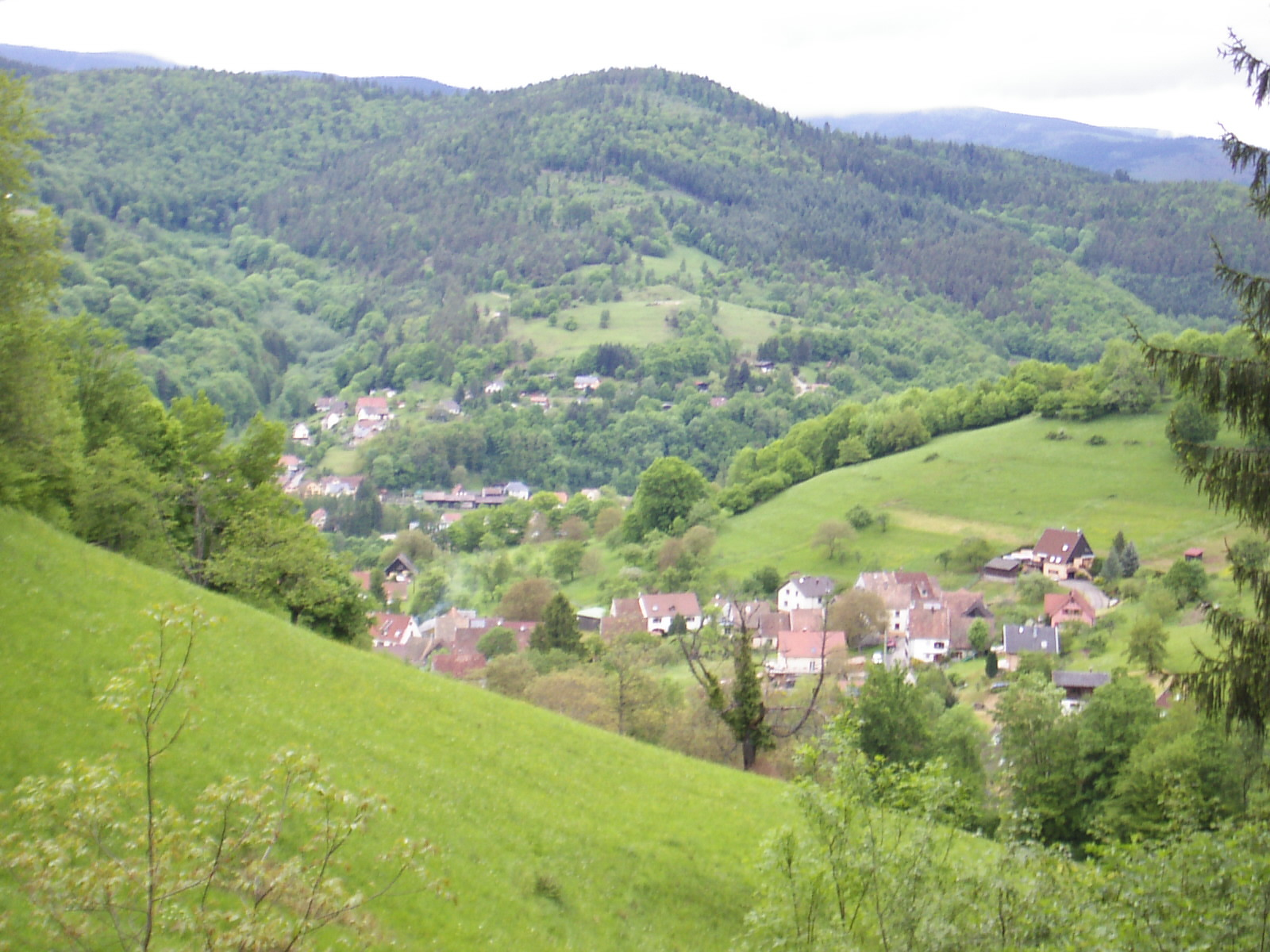
Le village dans le paysage.

En 2014, le budget de la commune était constitué ainsi :
- total des produits de fonctionnement : 997 000 €, soit 1 134 € par habitant ;
- total des charges de fonctionnement : 875 000 €, soit 995 € par habitant ;
- total des ressources d'investissement : 328 000 €, soit 374 € par habitant ;
- total des emplois d'investissement : 421 000 €, soit 479 € par habitant ;
- endettement : 292 000 €, soit 332 € par habitant.

Avec les taux de fiscalité suivants :
- taxe d'habitation : 9,00 % ;
- taxe foncière sur les propriétés bâties : 8,00 % ;
- taxe foncière sur les propriétés non bâties : 56,67 % ;
- taxe additionnelle à la taxe foncière sur les propriétés non bâties : 0,00 % ;
- cotisation foncière des entreprises : 0,00 %.

## Équipements et services publics

### Enseignement
Une école protestante est créée à Breitenbach vers le milieu du XVIIIe siècle, tandis que les enfants catholiques fréquentent la classe catholique de Muhlbach créée en 1752. L’école compte environ cent trente élèves dans les années 1830, mais la plupart ne la fréquentent toutefois qu’en hiver, leurs parents préférant les faire travailler le reste de l’année. Une nouvelle école pour les garons est construite en 1838, puis une pour les filles en 1849. L’école reste néanmoins exclusivement protestante et ce n’est qu’en 1864 qu’une classe catholique mixte est ouverte dans la commune.
Afin de compenser la baisse du nombre d’élèves, l’enseignement primaire fait depuis les années 2010 l’objet d’un regroupement pédagogique entre les communes de Luttenbach et Breitenbach.  Les classes de CP et de CE1 se trouvent ainsi à Luttenbach, tandis que l’école maternelle et les classes du CE2 au CM2 se trouvent ainsi à Breitenbach. L’effectif y est à cette date de vingt-six élèves en maternelle et trente-deux en primaire. Pour l’enseignement secondaire général, les établissements les plus proches sont le collège Frédéric Hartmann et le lycée général Frédéric Kirschleger, tous deux situés à Munster. Pour l’enseignement secondaire professionnel, les établissements les plus proches sont le lycée polyvalent Lazare de Schwendi à Ingersheim et le lycée horticole du Pflixbourg à Wintzenheim.

## Population et société

### Démographie
L'évolution du nombre d'habitants est connue à travers les recensements de la population effectués dans la commune depuis 1793. Pour les communes de moins de 10 000 habitants, une enquête de recensement portant sur toute la population est réalisée tous les cinq ans, les populations de référence des années intermédiaires étant quant à elles estimées par interpolation ou extrapolation. Pour la commune, le premier recensement exhaustif entrant dans le cadre du nouveau dispositif a été réalisé en 2004.

En 2022, la commune comptait 811 habitants, en évolution de −2,41 % par rapport à 2016 (Haut-Rhin : +0,66 %, France hors Mayotte : +2,11 %).
| 1793 | 1800 | 1806 | 1821 | 1831 | 1836 | 1841 | 1846  | 1851  |
| ---- | ---- | ---- | ---- | ---- | ---- | ---- | ----- | ----- |
| 916  | 815  | 839  | 827  | 920  | 986  | 992  | 1 174 | 1 039 |

| 1856  | 1861  | 1866  | 1871  | 1875  | 1880  | 1885  | 1890  | 1895  |
| ----- | ----- | ----- | ----- | ----- | ----- | ----- | ----- | ----- |
| 1 026 | 1 016 | 1 045 | 1 107 | 1 125 | 1 111 | 1 091 | 1 094 | 1 086 |

| 1900  | 1905  | 1910  | 1921 | 1926 | 1931 | 1936 | 1946 | 1954 |
| ----- | ----- | ----- | ---- | ---- | ---- | ---- | ---- | ---- |
| 1 170 | 1 138 | 1 118 | 803  | 961  | 930  | 844  | 881  | 929  |

| 1962 | 1968 | 1975 | 1982 | 1990 | 1999 | 2004 | 2006 | 2009 |
| ---- | ---- | ---- | ---- | ---- | ---- | ---- | ---- | ---- |
| 849  | 834  | 862  | 835  | 854  | 879  | 884  | 885  | 853  |

| 2014 | 2019 | 2022 | - | - | - | - | - | - |
| ---- | ---- | ---- | - | - | - | - | - | - |
| 836  | 823  | 811  | - | - | - | - | - | - |

## Culture locale et patrimoine

### Lieux et monuments

#### Patrimoine religieux et funéraire
La chapelle de l’archange Mickaël se trouve dans le hameau d’Oberbreitenbach. D’après une légende relayée par Jean Bresch dans son livre La Vallée de Munster et les Vosges Centrales publié en 1871, sa cloche proviendrait d’une précédente chapelle situé à l’Engelsberg, de l’autre côté du ruisseau du Breiten et qui aurait été détruite par la foudre d’un orage diabolique. La cloche aurait été retrouvée ultérieurement, profondément enfoncée dans le sol, mais intacte et aurait été replacée dans une nouvelle chapelle. D’après les archives, il semble toutefois que la cloche a été transférée à la fin du XVIIIe siècle sur le toit de l’une des fermes proche afin d’économiser l’entretien d’une chapelle ; ce n’est qu’au XXe siècle qu’elle aurait été replacée dans une chapelle.
Ouvert en décembre 1920, le cimetière militaire allemand du Krahenberg contient les restes de 3 529 soldats allemands tués pendant la Première Guerre mondiale, auxquels s’ajoutent ceux de 173 soldats, également allemands, tués pendant les combats de la poche de Colmar entre octobre 1944 et la fin du mois de janvier 1945. Le cimetière a été rénové en 1978 afin de remplacer les croix en bois par des croix de fonte.

La commune abrite également un monument aux morts.

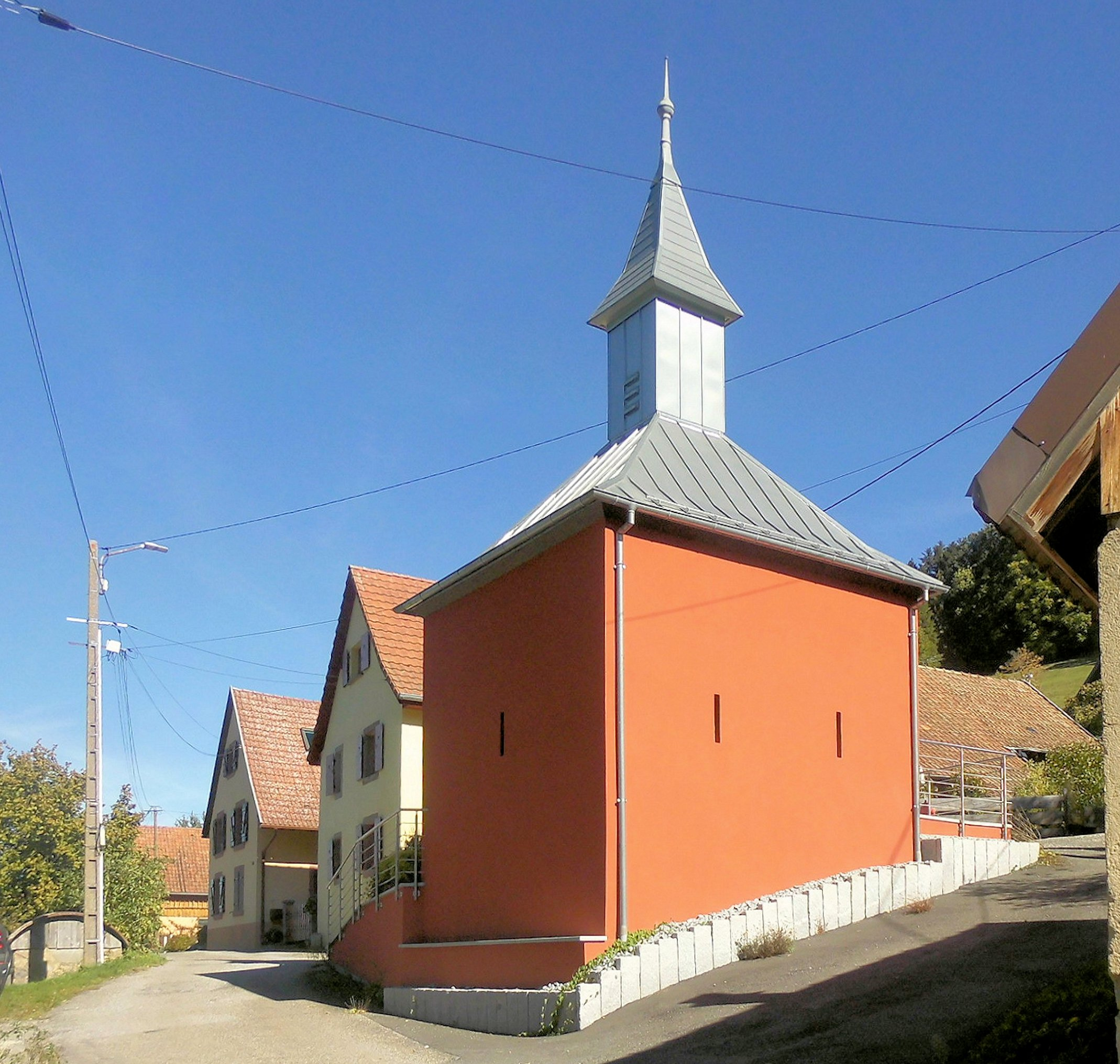
La chapelle de l’archange Mickaël.
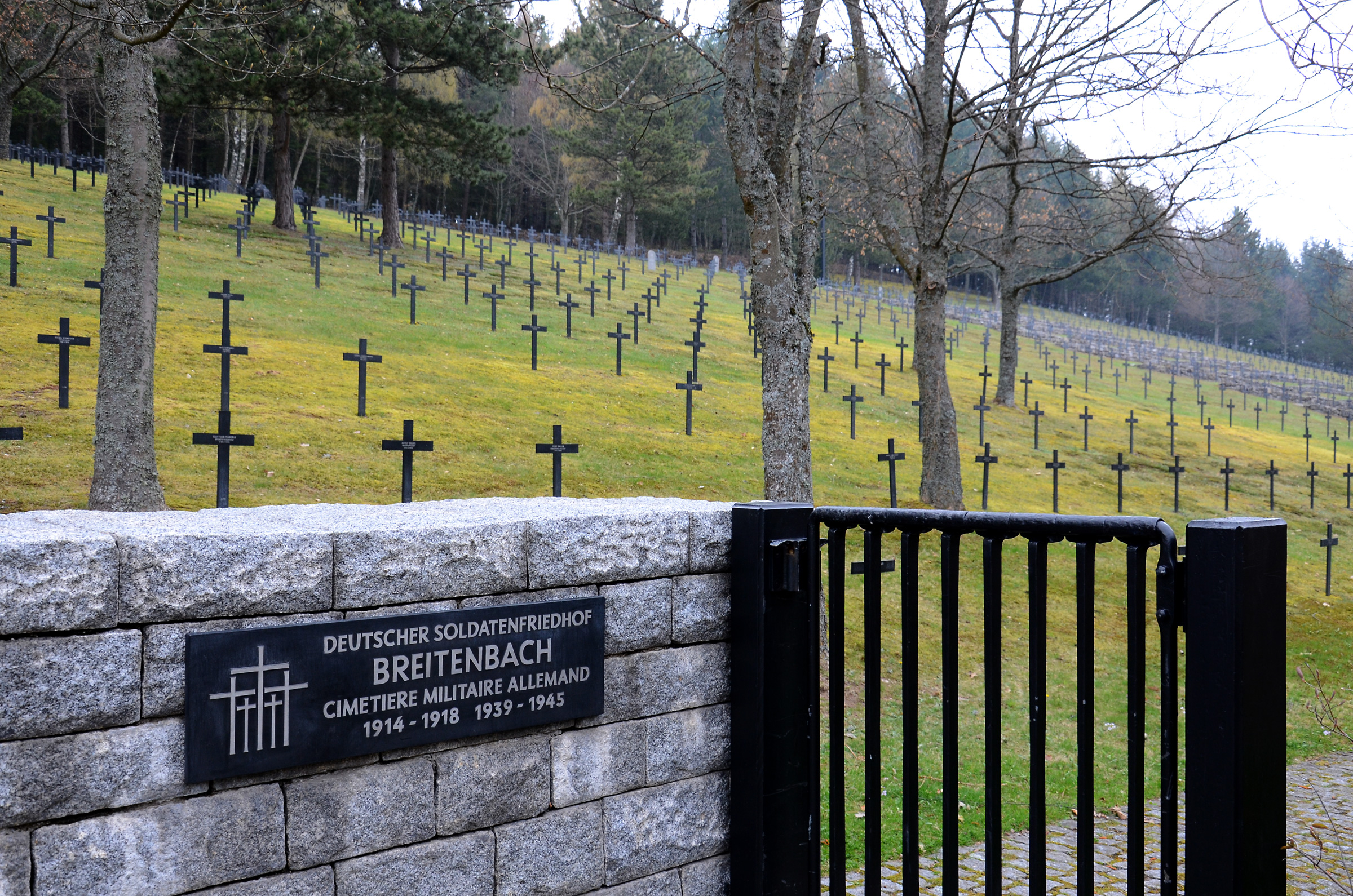
Le cimetière militaire allemand.
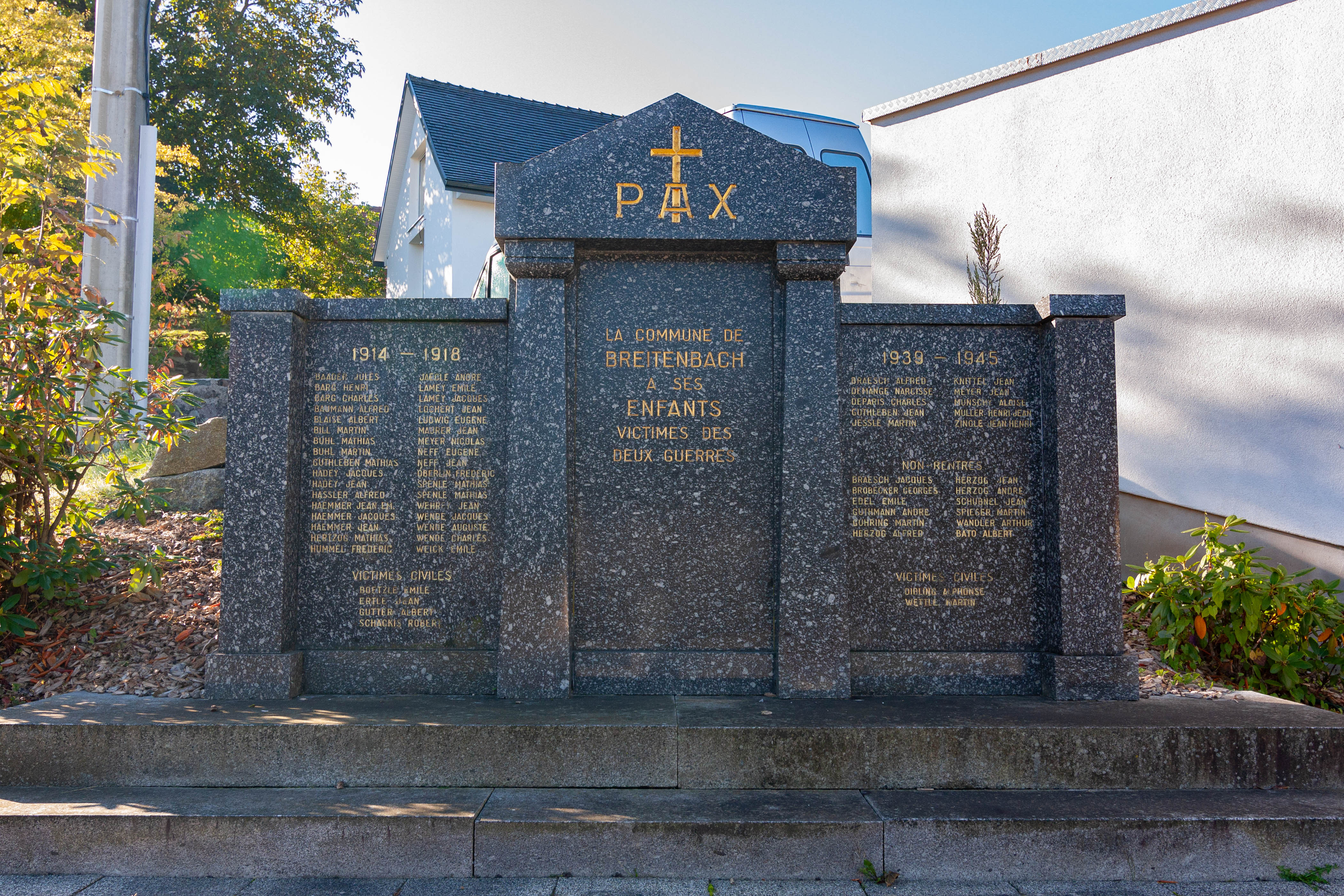
Le monument aux morts.

### Patrimoine civil
- Scierie, moulin à farine et à huile, puis forge, actuellement maison[44].
- Brasserie Spenlé, actuellement remise de matériel d'incendie, ateliers et garages communaux, maison des associations[45].

### Héraldique
| Blason de Breitenbach-Haut-Rhin | Les armes de Breitenbach-Haut-Rhin se blasonnent ainsi : « D'argent au pont de gueules maçonné de sable sur une rivière d'azur. » |